# Matagne-la-Grande
Matagne-la-Grande (en wallon Matagne-li-Grande) est une section de la commune belge de Doische située en Wallonie dans la province de Namur.
C'était une commune à part entière avant la fusion des communes de 1977.

## Évolution démographique
- Source: DGS, 1831 à 1970=recensements population, 1976= habitants au 31 décembre

## Histoire
On a retrouvé à Matagne-la-Grande des vestiges de l’époque romaine.
Matagne — qui désigne aussi bien Matagne-la-Grande et Matagne-la-Petite que Matignolles (Treignes) — est cité en 869 dans le polyptyque de Lobbes.
Matagne-la-Grande fait partie assez tôt de la terre de Vierves, dont les seigneurs successifs sont les Vierves jusqu’au XVe siècle, les Ville, les Marotte par achat en 1563, les Hamal par échange en 1567. En 1784, Philippe de Hamal y meurt, détesté par la population qui met le feu au pavillon qu’il occupe, après avoir massacré le garde et sa famille.
Les habitants sont pillés par les coureurs du duc d’Alençon. Occupés par les Français vers 1750, ils doivent fournir moult réquisitions, matériel et vivres. En 1679, tous les hommes de 20 à 50 ans sont envoyés à Thuin par l’intendant du Hainaut pour démolir les murailles et les portes de la ville.
Le 24 février 1793, la grande majorité des habitants vote pour la réunion à la France ; la commune va faire partie du canton municipal de Romerée avec Doische, Gimnée, Matagne-la-Petite et Niverlée, dans le cadre du département des Ardennes ; après 1801, la commune fera partie du canton de Couvin. Avant février 1794, on plante l’arbre de la liberté auquel on affiche des billets annonçant e.a. des ventes d’arbres. On démonte les armoiries du ci-devant comte de Hamal et on burine les armoiries des pierres tombales de l’église. Un habitant, Jean Coulonval, est guillotiné à Mézières le 7 fructidor an II (24 août 1794) comme distributeur de faux assignats. En 1809, des prisonniers autrichiens, arrivés trop tard au dépôt (à Mézières ?) pour être rapatriés, reviennent travailler au village.
Au XVIIIe siècle, la plupart des terres appartiennent à la communauté ; les bois, qui couvrent la moitié du territoire, sont une source de revenus renouvelée. Élevage de moutons et de bovidés. Actuellement, seuls 6 % du territoire sont cultivés, le reste sert à l’élevage. Lors de la création de la ligne de chemin de fer de Momignies à Hastière, la Cie de Chimay établit en 1864 une gare dans le village. À la fin du XIXe siècle est érigée une fabrique d’explosifs, les Dynamiteries de Matagne-la-Grande, construite en 1879 et devenue par la suite Poudrières Réunies de Belgique (PRB), fermées dans les années 1990.

### Anecdote
L’assassinat d’un gendarme à Romerée en l’an VII — Un des gendarmes préposés à la recherche de réfractaires — et du curé de Matagne-la-Grande, que l’on vient d’arrêter — est assassiné à Romerée. En représailles, la Garde Nationale de Mariembourg et de Givet est cantonnée dans ce village et à Matagne-la-Grande. Côté révolutionnaire, une complainte a été écrite à cette occasion. En voici le 2e couplet :
La colonne mobile de Givet,
Ayant appris cette affaire,
Prit fusils et pistolets
Pour venger la mort de leur frère.
À son arrivée en ce lieu,
Où se commit le crime,
On lui fit voir le sang précieux
Que perdit la brave victime.

## Patrimoine
- Eglise Saint-Laurent. Edifice reconstruit en 1926 par l'architecte Georges Puissant à l'emplacement et à l'imitation de l'église antérieur de 1766, dont subside la tour[4].
- Fontaine Saint-Laurent, en contrebas de l'église. La citerne date de la 1re moitié du XIXe siècle et alimenter par la source Saint-Laurent[5].
- Poudrières Réunies de Belgique ou ancienne Dynamiterie de Matagne-la-Grande, rue de la Station. Dominé par une sorte de tour de style néo-médiévale, complexe de bâtiments construits en 1879[6].